# Adelheid Popp
Adelheid Popp, född Dworak 11 februari 1869 i Inzersdorf vid Wien, död 7 mars 1939 i Wien, var en österrikisk socialist och feminist.
Popp växte upp i en fattig familj och började arbeta vid tio års ålder och anslöt sig till socialdemokraterna 1885 och deltog i grundandet av tidskriften Arbeiterinnen-Zeitung 1892. Hon organiserade 1893 första strejken bland arbetarkvinnor i Österrike. Åren 1919 invaldes hon i nationalrådet, där hon främst ägnade sig åt sociallagstiftningsfrågor, innan hon 1930 avgick av hälsoskäl. Hon skrev Jugend einer Arbeiterin (1909; "En arbeterskas ungdom").